# Hongkońskie filmy akcji

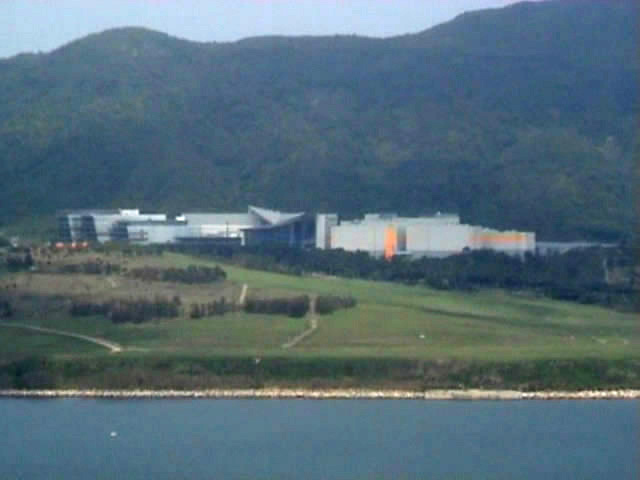
Wytwórnia braci Shaw w Hongkongu, która w owym czasie była jedną z największych

Hongkońskie filmy akcji – gatunek filmowy wywodzący się z głównego nurtu hongkońskiej kinematografii, który łączy w sobie elementy typowego kina akcji z chińskimi tradycjami i historią, tworząc wyróżniającą się formę na tle kulturowym. Zawiera w sobie również wiele transkulturowych odniesień.
Pierwsze hongkońskie filmy akcji preferowały styl wuxia, uwydatniony mistycyzm oraz szermierkę. Jednakże w latach 30. trend ten został zaniechany i zastąpiony walkami kung-fu, które były bardziej przyziemne, gdyż bohaterowie najczęściej byli nieuzbrojeni i walczyli gołymi rękami. Często pojawiającą się w nich postacią był ludowy bohater Wong Fei Hung. Po II wojnie światowej nastąpiła nowa fala filmów wuxia, w których skupiono się na popisach akrobatycznych i charakterystycznych walkach kung-fu.
W latach 70. dzięki Bruce’owi Lee nastąpiło ożywienie w filmach kung-fu, a jego śmierć dodatkowo wzmogła zainteresowanie tym gatunkiem. Lee był wzorem dla innych aktorów i znawców sztuk walki. W latach 80. Jackie Chan spopularyzował komedie, w których wykonywał niebezpieczne wyczyny kaskaderskie. Umiejętności Jeta Li w wushu zyskały popularność nie tylko na Dalekim Wschodzie, ale też na Zachodzie. Dzięki tej popularności wiele hongkońskich gwiazd (m.in. Chow Yun Fat i Donnie Yen) w latach 90. przeniosło się do Hollywood, w wyniku czego miejscowy przemysł filmowy zaczął podupadać.

## Historia

### Początki hongkońskiego kina
Zanim zaczęto przenosić na ekran historie o wschodnich sztukach walki, wpierw pojawiły się one w chińskiej literaturze. Na początku lat 20. XX wieku nastąpił szczyt popularności powieści w stylu wuxia, które w odcinkach publikowano najczęściej w gazetach. Były to zwykle opowiadania o bohaterskich wojownikach bądź władcach, często zawierające elementy fantastyczne i mistyczne. Szybko zainteresowali się nimi chińscy filmowcy, którzy już w latach 20. zaczęli na ich podstawie kręcić pierwsze filmy w stylu wuxia. Produkcje z tego gatunku stały się bardzo popularne i na kilka lat zdominowały chińskie kino.
Bum zakończył się w latach 30., kiedy to kulturalne i polityczne elity, a w szczególności rząd Kuomintangu, oficjalnie sprzeciwił się tego typu filmom, gdyż miały promować przesądy i anarchię. Ich produkcję postanowiono więc przenieść do Hongkongu, który w owym czasie był brytyjską kolonią i miał bardzo liberalne podejście zarówno do gospodarki, jak i kultury. W 1938 roku wydano tam, pierwszy film w języku kantońskim The Adorned Pavilion.

### Po II wojnie światowej
Kiedy w latach 40. w Chinach toczyła się wojna domowa, po której władzę przejęli komuniści, nowym centrum dla wielu chińskich filmowców stał się Hongkong. Kręcono tam tradycyjne filmy wuxia klasy B i seriale, ale były one tworzone w mniej znaczącym języku kantońskim, dlatego w kontynentalnych Chinach, gdzie używano mandaryńskiego, były generalnie ignorowane. W latach 60. zaczęto dodawać do nich animację i efekty specjalne, które rysowano bezpośrednio na klatkach filmowych symulując w ten sposób nadzwyczajne zdolności i siłę bohaterów. Wśród takich produkcji były m.in. The Six-Fingered Lord of the Lute (1965) i Sacred Fire, Heroic Wind (1966).
Poza filmami wuxia produkowano w tym samym czasie również filmy kung-fu, które stawiały na bardziej „autentyczną” walkę wręcz, niż szermierkę. Najsławniejszym symbolem dla kilku pokoleń Hongkończyków stał się Kwan Tak Hing, mistrz sztuk walki, który w latach 1949–1970 wystąpił w ponad setce filmów wcielając się w postać Wong Fei Hunga. Produkcje kung-fu na stałe utrwaliły również kilka charakterystycznych elementów, takich jak stylizowane sztuki walki i akrobatykę, propagujących konfucjańską etykę bohaterów, czy „mistrza Wonga”.

### „Nowa fala” wuxia
W drugiej połowie lat 60. największe ówczesne studio filmowe Shaw Brothers, zainaugurowało nową serię filmów wuxia, wydając Świątynię czerwonego lotosu (1965). Był to remake klasycznego filmu z 1928 roku, ale nową wersję nakręcono w języku mandaryńskim. Postawiono również na większą widowiskowość i intensywność walk, dlatego ich styl był mniej fantastyczny. Jak przyznali sami twórcy inspirację czerpali z samurajskich filmów z Japonii oraz z powieści tzw. „nowej szkoły” wuxia, którą w latach 50. zapoczątkowali m.in. Jin Yong i Liang Yusheng.
„Nowa fala” wuxia wprowadziła także zmianę kierunku hongkońskiego kina, które do tej pory było nastawione głównie na żeńską widownię. To przekładało się na produkcję wielu filmów muzycznych i romantycznych. Jednakże ukierunkowanie na męską widownię sprawiło, że zaczęto tworzyć więcej filmów akcji. Mimo to w latach 60. aktorki takie jak Cheng Pei Pei i Connie Chan Po-chu wciąż były gwiazdami na równi z męskimi aktorami.

## Lata 70.
Na początku lat 70. hongkońskie filmy akcji tworzone w stylu wuxia ustąpiły miejsca nowym, bardziej obrazowym produkcjom kung-fu, które na dodatek były kręcone w języku mandaryńskim. Dzięki temu poważni znawcy sztuk walki, jak Ti Lung i Gordon Liu stali się gwiazdami. Filmem, który zapoczątkował nowy trend był Chiński bokser (1970) w reżyserii Jimmy’ego Wang Yu (zagrał w nim również główną rolę). Poza nim czołowymi przedstawicielami awangardy (przynajmniej początkowo) byli również bracia Shaw i reżyser Chang Cheh. Jego film Zemsta (1970) był jednym z pierwszych przykładów nowego trendu, a on sam miał duży wpływ na takie produkcje, jak Pięściarz z Shantung (1972), Five Deadly Venoms (1978), czy Crippled Avengers (1979). Kino kung-fu w jego wydaniu stawiało na męskie wartości i przyjaźń, podczas gdy kobiety (z nielicznymi wyjątkami) były w nim raczej dodatkiem.
Głównym konkurentem Changa na tym polu był jego dawny choreograf walk, Lau Kar Leung, który w 1975 roku zajął się reżyserią filmów dla studia braci Shaw. Jego pierwszą produkcją był The Spiritual Boxer, protoplasta współczesnych komedii kung-fu. W kolejnych filmach takich jak Mściciele z klasztoru Shaolin (1977), 36 komnata Shaolin (1978) i Legendary Weapons of China (1982), podkreślał tradycję i filozofię sztuk walki oraz starał się nadać im większej autentyczności poprzez szybkość i dynamikę.
Lata 70. to także rozkwit hongkońskiego kina kung-fu, które zdobyło ogromną popularność nie tylko we wschodniej Azji, ale też w USA i Europie. Jednakże na Zachodzie produkcje te często wydawano pod zmienionym tytułem i w „okrojonej” wersji jako filmy klasy B. W Stanach Zjednoczonych gatunek ten szczególnie upodobali sobie Afroamerykanie, prawdopodobnie dlatego, że bohaterami azjatyckich produkcji nie byli biali, którzy często manifestowali swoją rasową i nacjonalistyczną dumę. Popularność tego gatunku utrzymała się do lat 80., kiedy to zaczęły pojawiać się filmy ninja.

### Bruce Lee

Osiemnastoletni Bruce Lee i jego nauczyciel Ye Wen

Sukces jaki odnosiły hongkońskie produkcje był w dużej mierze zasługą Bruce’a Lee, Amerykanina chińskiego pochodzenia, który był mistrzem sztuk walki i aktorem. Choć przed śmiercią zdążył ukończyć tylko cztery filmy: Wielkiego szefa (1971), Wściekłe pięści, Drogę smoka (oba z 1972) oraz Wejście smoka (1973). Pomimo tak krótkiej kariery stał się pierwszą chińską supergwiazdą kina, która osiągnęła międzynarodowy sukces. Jego trzy pierwsze filmy (realizowane jeszcze w Hongkongu) znalazły się na szczycie lokalnego box office’u i cieszyły się popularnością w wielu miejscach na świecie. To zachęciło hollywoodzką wytwórnię Warner Bros. do nawiązania z nim współpracy. W ten sposób powstało Wejście smoka, pierwszy amerykańsko-hongkoński film, który przyniósł blisko 200 milionów dolarów zysku i odniósł międzynarodowy sukces. Ponadto decyzja Lee o rozpoczęciu współpracy z nowo powstałym studiem Golden Harvest zamiast z wytwórnią braci Shaw, którzy poskąpili mu standardowego kontraktu, przyczyniła się do jego stopniowego upadku i wzrostu tego pierwszego.
Przedwczesna śmierć aktora wzmocniła na Zachodzie zainteresowanie wschodnim kinem sztuk walki, ale też na długi czas położyła się cieniem na hongkońskie produkcje, które próbowały wskrzesić jego ducha.

### Jackie Chan

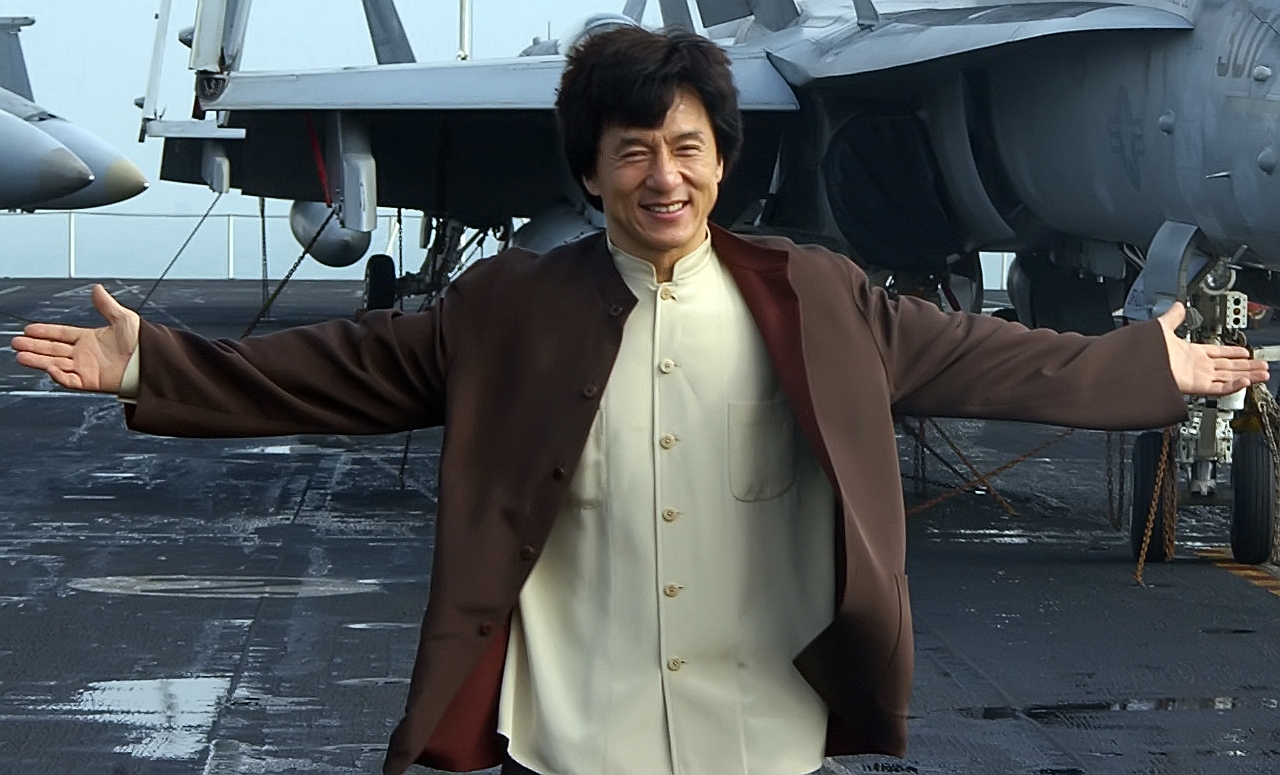
Jackie Chan w 2002 roku

Po śmierci Bruce’a Lee wielu aktorów usiłowało dorównać mu popularnością i umiejętnościami, ale jedynym Chińczykiem, który tego dokonał był Jackie Chan. Początkowo pojawiał się w filmach jako kaskader lub statysta (wystąpił nawet w dwóch produkcjach z Bruce’em Lee). Później nawiązał współpracę z choreografem walk Yuen Woo Pingiem, gdy ten pracował nad debiutanckim filmem Wąż i cień orła. Była to mieszanka komedii i kung-fu, gdzie Chan pierwszy raz zaprezentował swoje wyczyny, które później stały się jego znakiem rozpoznawczym. W 1978 roku zrealizowali jeszcze słynną komedię Pijany mistrz, a rok później Chan zadebiutował jako reżyser obrazem Nieustraszona hiena, który okazał się wielkim hitem i przysporzył mu jeszcze większej popularności.
Chociaż ich filmy nie były pierwszymi komediami kung-fu, to znacząco ożywiły podupadający gatunek.